# Les Brown
Les Brown (Reinerton, 1912. március 14. – Pacific Palisades, 2001. január 4.) amerikai dzsesszzenész, zenekarvezető. Lester Raymond Brown 1938-tól 2000-ig − közel hét évtizeden át, szine haláláig ()2001. január 4.) − vezette a Les Brown and His Band of Renown big bandet.

## Pályakép
Les Brown korán megtanult szaxofonozni, és tíz évesen már helyi táncdalokat játszott édesapjával, aki pék és szaxofonos is volt. Az Ithaca Conservatory of Music-on, a New York-i Katonai Akadémián és a Duke Egyetemen tanult. 1935-ben csatlakozott a Blue Devils nevű együtteshez. New Yorkba költözött, és többek között Jimmy Dorsey-nál is játszott, 1938-ban aztán lehetősége nyílt arra, hogy zenekart alapítson egy manhattani szállodában. A zenekar rádióközvetítéshez jutott, és lemezszerződést kötött az RCA Recordsszal.
1939-ben Jimmy Van Heusen „Make with the Kisses” című slágerével első helyet ért el a slágerlistákon.
Az 1940-es évek elején zenekara stílust változtatott, több teret adott a szólistáknak, szerződtette, Doris Dayt, aki azonban hamarosan férjhez ment, és kilépett a zenekarból. A zenekar népszerű lett, egy rádióműsor sugározta őket, egy bemondó nevet is adott a zenekarnak: Band of Renown.
1943-ban Brown rávette a már elvált Doris Day-t, hogy folytassa az éneklést a zenekarral. 1944-ben vele született legnagyobb slágerük, a Sentimental Journey, amely a második világháború után hazatérő amerikai csapatok üdvözlő dallamává és az együttes szignáljává is vált.
Doris Day 1946-ig a zenekarral maradt. A zenekar számos turnét vállalt, hogy támogassa az amerikai fegyveres erők csapatait. A komikus Bob Hope-pal a zenekar 1947-től több mint 50 éven át kapcsolatban maradt mind a rádióban, mind a televízióműsorokban, valamint a színpadon is.
Az 1950-es évek elején a zenekar énekese Lucy Ann Polk volt. Tony Bennett is ezzel a zenekarral debütált. 1965-től a Dean Martin show házizenekara is voltak a tévében, továbbá a Steve Allen talk showban, szintén az 1960-as években. Emellett számos sztárt kísértek Frank Sinatrát, Ella Fitzgeraldot, Nat King Cole-t.
2001-ben fia, ifjabb Les Brown vette át a zenekar irányítását, aki korábban tévészínészként, rockzenészként és koncertmenedzserként is dolgozott.

## Albumok
- Connee Boswell I Don't Know (1950)
- Connee Boswell Martha (1950)
- Over the Rainbow (1951)
- Palladium Concert 1953 (2005)
- Live at the Hollywood Palladium (1954)
- Dancer's Choice (1956)
- Les Brown & His Orchestra, Vol. 2 (1949)
- Radio Days Live (early radio recordings, 2001)
- Les Brown & His Band of Renown (1957)
- Swing Song Book (Coral, 1957)
- Concert Modern (1958)
- Live at Elitch Gardens 1959 (1959)
- The Les Brown Story: His Greatest Hits in Today's Sound (1959)
- The Lerner and Loewe Bandbook (1961)
- Play Hits From The Sound of Music, My Fair Lady, Camelot, and Others (C1963)
- Stereophonic Suite for Two Bands: The Les Brown Band and Vic Schoen and His Orchestra (959)
- A Sign of the Times (1966)
- Today (1976)
- Goes Direct to Disc (1977)
- Digital Swing (1986)
- Anything Goes (1994)
- America Swings (1995)
- Bandland / Revolution in Sound (1995)
- Sentimental Thing with Bing Crosby & Billy Eckstine (2003)
- The Les Brown All-Stars (2006)
- No Name Bop
- A Good Man Is Hard to Find
- Thank You for Your Fine Attention
- The One and Only (2016)

## Filmek
- Spreadin' the Jam (1945) r.: Charles Walters
- Les Brown (1948) (10 min) r.: Jack Scholl
- Les Brown and His Band of Renown (1949) (15 min) r.: Will Cowan
- Art Lund-Tex Beneke-Les Brown (1948) (10 min) r.: Jack Scholl
- Connee Boswell and Les Brown's Orchestra (1950) (15 min) r.: Will Cowan
- Crazy Frolic (1953) (19 min) r.: Will Cowan
- Dance Demons (1957) (14 min) r.: Will Cowan
- Rockabilly Baby (1957) (81 min) r.: William F.Claxton

### Televízió
- Bob Hope Show  (1945) Radio
- Bob Hope Show (1959–1966)
- The Steve Allen Show (1958–1960)
- The New Steve Allen Show (1961)
- Hennesey (1962) CBS
- Hollywood Palace (1964)
- Bob Hope Thanksgiving Show (1964)
- Dean Martin Show (1965)
- Dean Martin Summer Show (1966)
- Rowan and Martin at the Movies (1968)
- Rowan & Martin's Laugh-In (1968)
- Dean Martin and the Golddigger's (1968)
- The Christmas Songs (Mel Torme, host)(1972) PBS
- Bob Hope Special: Joys (1976)
- The Good Old Days of Radio (1976)
- Doris Day's Best Friends (1985)
- Ooh-La-La, It's Bob Hope's Fun Birthday Special from Paris (1981)
- Biography: Doris Day „It's Magic” (1985)
- Rocko’s Modern Life

## Díjak
- Big Band and Jazz Hall of Fame(wd)

## Fordítás
Ez a szócikk részben vagy egészben  a   Les Brown című német Wikipédia-szócikk ezen változatának fordításán alapul.  Az eredeti cikk szerkesztőit annak laptörténete sorolja fel. Ez a jelzés csupán a megfogalmazás eredetét és a szerzői jogokat jelzi, nem szolgál a cikkben szereplő információk forrásmegjelöléseként.